# Krtinska
Krtinska es un pueblo ubicado en el municipio de Obrenovac, en Belgrado, Serbia.

## Superficie
Posee una superficie de 24,14 kilómetros cuadrados.

## Demografía
Hasta 2022 la población era de 951 habitantes, con una densidad de población de 39,39 habitantes por kilómetro cuadrado.